# Falknattskärror
Falknattskärror (Chordeiles) är ett släkte med fåglar i familjen nattskärror. Släktet omfattar sex arter som förekommer i Nord- och Sydamerika från Kanada till Argentina:
- Nacundafalknattskärra (C. nacunda) – placerades tidigare som ensam art i Podager
- Dvärgfalknattskärra (C. pusillus)
- Sandfalknattskärra (C. rupestris)
- Mindre falknattskärra (C. acutipennis)
- Större falknattskärra (C. minor)
- Karibfalknattskärra (C. gundlachii)